# Јекатерина Шармина
Јекатерина Михајловна Шармина (рус. Екатерина Михайловна Шармина; 6. август 1986), девојачко Мартинова, је руска атлетичарка специјалиста за трчање на средње стазе. Најуспешнија је у тркама на 800 и 1.500 метара.
Дана 18. фебруара 2011. у Москви штафета 4 х 800 метара у саставу Александра Буланова, Јекатерина Шармина, Јелена Кофанова и Ана Балакшина, поставиле су нови светски рекору у дворани у тој дисциплини.,.

### Значајнији резултати
| Датум | Текмичење                           | Место                        | Дисциплина | Резултат | Пласман |
| ----- | ----------------------------------- | ---------------------------- | ---------- | -------- | ------- |
| 2003  | Европско првенство атлетских нада   | Шербрук, Канада              | 800 м      | 2:05,62  | 4       |
| 2004  | Светско првенство за јуниоре        | Гросето, Италија             | 800 м      | 2:06,16  | ПФ      |
| 2005  | Европско првенство за јуниоре       | Каунас, Литванија            | 1.500 м    | 4:15,46  |         |
| 2007  | Европско првенство за јуниоре       | Дебрецин, Мађарска           | 800 м      | 2:03,50  | 7       |
| 2011  | Европско првенство Европе у дворани | Париз, Француска             | 1 500 м    | 4:14,16  |         |
| 2011  | Светско првенство на отвореном      | Тегу, Јужна Кореја           | 1 500 м    | 4:08,67  | 14      |
| 2012  | Олимпијске игре                     | Лондон, Уједињено Краљевство | 1.500 м    | 4:13,86  | 33      |
| 2013  | Универзијада                        | Казањ, Русија                | 1.500 м    | 4:05,49  |         |
| 2013  | Светско првенство                   | Москва, Русија               | 1.500 м    | 4:05,49  | 6       |

### Лични рекорди Јекатерине Мартинове
На отвореном
| Дисциплина   | Резултат | Место            | Датум         |
| ------------ | -------- | ---------------- | ------------- |
| 800 м        | 1:59,17  | Москва Русија    | 12. јун 2011. |
| 1.500 метара | 3:59,49  | Чебоксари Русија | 6. јул 2012   |

У дворани
| Дисциплина   | Резултат | Место         | Датум            |
| ------------ | -------- | ------------- | ---------------- |
| 800 м        | 2:01,34  | Москва Русија | 30. јануар 2011  |
| 1.000 м      | 2:37,63  | Москва Русија | 12. јануар 2008  |
| 1.500 метара | 4:03,68  | Москва Русија | 10. фебруар 2008 |